# Efeito triboelétrico
O efeito triboelétrico (também conhecido como triboeletricidade, carregamento triboelétrico, triboeletrificação ou tribocarregamento) descreve a transferência de carga elétrica entre dois objetos quando eles entram em contato ou deslizam um contra o outro. Ela pode ocorrer com materiais diferentes, como a sola de um sapato em um carpete, ou entre duas peças do mesmo material. Ela é onipresente e ocorre com quantidades diferentes de transferência de carga (tribocarga) para todos os materiais sólidos. Há evidências de que a tribocarga pode ocorrer entre combinações de sólidos, líquidos e gases, por exemplo, um líquido fluindo em um tubo sólido ou uma aeronave voando no ar.

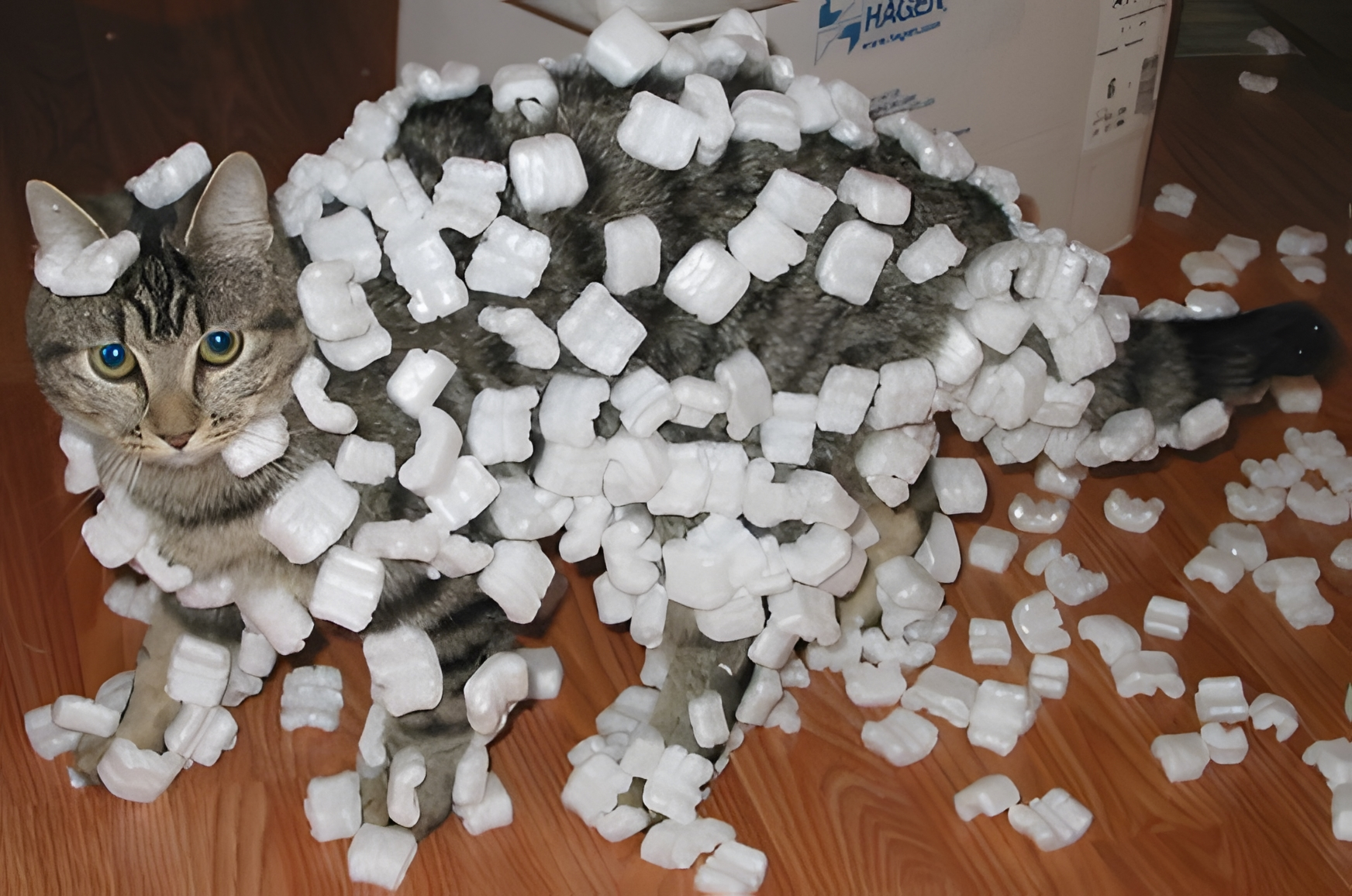
Pedaços de isopor grudados no pelo de um gato devido à eletricidade estática.

Frequentemente, a eletricidade estática é uma consequência do efeito triboelétrico quando a carga permanece em um ou ambos os objetos e não é conduzida para longe. O termo triboeletricidade tem sido usado para se referir ao campo de estudo ou ao fenômeno geral do efeito triboelétrico, ou à eletricidade estática resultante dele. Quando não há deslizamento, a tribocarga às vezes é chamada de eletrificação de contato, e qualquer eletricidade estática gerada às vezes é chamada de eletricidade de contato. Os termos são frequentemente usados de forma intercambiável e podem ser confundidos.
A carga triboelétrica desempenha uma função importante em setores como o de embalagem de pós farmacêuticos, e em muitos processos como tempestades de areia e formação planetária. Ela também pode aumentar o atrito e a adesão. Embora muitos aspectos do efeito triboelétrico sejam agora compreendidos e amplamente documentados, ainda há divergências significativas na literatura atual sobre os detalhes subjacentes.

## História
O desenvolvimento histórico da triboeletricidade está entrelaçado com o trabalho sobre eletricidade estática e os próprios elétrons. As experiências envolvendo triboeletricidade e eletricidade estática ocorreram antes da descoberta do elétron. O nome ēlektron (ἤλεκτρον) é grego para âmbar, que está ligado ao registro da carga eletrostática por Tales de Mileto por volta de 585 a.C., e possivelmente outros ainda mais cedo. O prefixo tribo- (grego para 'esfregar') refere-se a deslizamento, atrito e processos relacionados, como na tribologia.
Desde a Era Axial (séculos VIII a III a.C.), a atração de materiais devido à eletricidade estática pela fricção do âmbar e a atração de materiais magnéticos eram consideradas semelhantes ou iguais. Há indícios de que isso era conhecido tanto na Europa quanto fora dela, por exemplo, na China e em outros lugares. As mulheres sírias usavam espirais de âmbar para tecer e exploravam as propriedades triboelétricas, conforme observado por Plínio, o Velho.
O efeito foi mencionado em registros do período medieval. O arcebispo Eustáquio de Tessalônica, estudioso e escritor grego do século XII, registra que Woliver, rei dos godos, podia tirar faíscas de seu corpo. Ele também afirma que um filósofo era capaz, enquanto se vestia, de extrair faíscas de suas roupas, semelhante ao relato de Robert Symmer [en] sobre seus experimentos com meias de seda, que pode ser encontrado na revista Philosophical Transactions of the Royal Society de 1759.

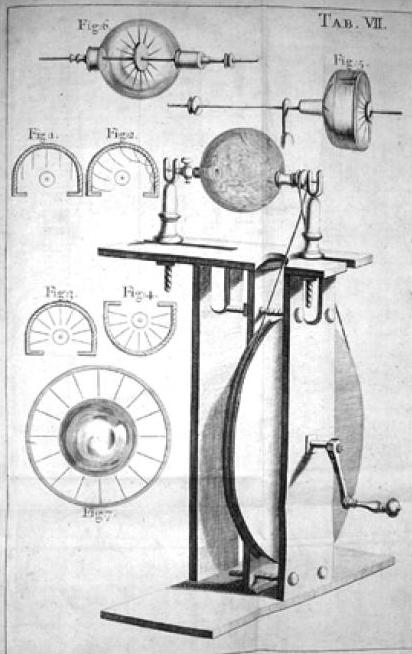
Gerador construído por en.

Em geral, considera-se que a primeira grande análise científica foi feita por William Gilbert em sua publicação De Magnete, em 1600. Ele descobriu que muitos outros materiais além do âmbar, como enxofre, cera e vidro, podiam produzir eletricidade estática quando friccionados, e que a umidade impedia a eletrificação. Outros, como Sir Thomas Browne, fizeram contribuições importantes um pouco mais tarde, tanto em termos de materiais quanto do primeiro uso da palavra eletricidade em Pseudodoxia Epidemica. Ele observou que os metais não apresentavam carga triboelétrica, talvez porque a carga fosse conduzida para longe. Um passo importante foi dado por volta de 1663, quando Otto von Guericke inventou uma máquina que poderia automatizar a geração de carga triboelétrica, tornando muito mais fácil produzir mais carga triboelétrica; outros geradores eletrostáticos se seguiram. Por exemplo, a figura ao lado mostra um gerador eletrostático construído por Francis Hauksbee [en]. Outro desenvolvimento importante ocorreu na década de 1730, quando Charles Du Fay apontou que havia dois tipos de carga que ele denominou "vítrea" e "resinosa". Esses nomes correspondiam às hastes de vidro (vítrea) e ao carvão betuminoso, âmbar ou cera de vedação (resinosa) usados em seus experimentos.:44 Esses nomes foram usados durante todo o século XIX. O uso dos termos "positivo" e "negativo" para os tipos de eletricidade surgiu do trabalho independente de Benjamin Franklin por volta de 1747, quando ele atribuiu a eletricidade a uma abundância excessiva ou insuficiente de um fluido elétrico.:43–48
Mais ou menos na mesma época, Johan Carl Wilcke publicou em um artigo de 1757 uma série triboelétrica. Nesse trabalho, os materiais foram listados em ordem de polaridade de separação de carga quando são tocados ou deslizam contra outro. Um material na parte inferior da série, quando tocado em um material próximo ao topo da série, adquirirá uma carga mais negativa.
A primeira análise sistemática da triboeletricidade é considerada o trabalho de Jean Claude Eugène Péclet em 1834. Ele estudou a carga triboelétrica para uma série de condições, como o material, a pressão e a fricção das superfícies. Passou-se algum tempo até que surgissem outros trabalhos quantitativos de Owen, em 1909, e Jones, em 1915. O conjunto inicial mais extenso de análises experimentais foi realizado de 1914 a 1930 pelo grupo do professor Shaw, que estabeleceu grande parte da base do conhecimento experimental. Em uma série de artigos, ele: foi um dos primeiros a mencionar algumas das falhas da série triboelétrica, mostrando também que o calor tinha um efeito importante no tribocarregamento; analisou detalhadamente onde diferentes materiais se encaixariam em uma série triboelétrica, ao mesmo tempo em que apontou anomalias; analisou separadamente vidro e elementos sólidos e elementos sólidos e têxteis, medindo cuidadosamente o tribocarregamento e o atrito; analisou o carregamento devido a partículas sopradas pelo ar; demonstrou que a deformação e o relaxamento da superfície desempenhavam um papel fundamental em uma série de materiais, e examinou o tribocarregamento de muitos elementos diferentes com sílica.
Grande parte desse trabalho é anterior ao entendimento das variações de estado sólido dos níveis de energia com a posição e também da flexão de banda. Foi no início da década de 1950, no trabalho de autores como Vick, que esses aspectos foram levados em consideração, juntamente com conceitos como tunelamento quântico e comportamento como os efeitos da barreira de Schottky [en], além da inclusão de modelos como asperezas para contatos baseados no trabalho de Frank Philip Bowden e David Tabor.

## Características básicas
A carga triboelétrica ocorre quando dois materiais são colocados em contato e depois separados ou deslizam um contra o outro. Um exemplo é esfregar uma caneta plástica em uma manga de camisa feita de algodão, lã, poliéster ou tecidos mistos usados em roupas modernas. Uma caneta eletrificada atrairá e pegará pedaços de papel com menos de um centímetro quadrado e repelirá uma caneta eletrificada da mesma forma. Essa repulsão pode ser detectada pendurando-se as duas canetas em fios e colocando-as próximas uma da outra. Esses experimentos levaram à teoria de dois tipos de carga elétrica, uma sendo o negativo da outra, com uma soma simples respeitando os sinais que dão a carga total. A atração eletrostática da caneta plástica carregada por pedaços de papel neutros e não carregados (por exemplo) se deve a dipolos induzidos:Capítulo 27 no papel.
O efeito triboelétrico pode ser imprevisível porque muitos detalhes geralmente não são controlados. Os fenômenos que não têm uma explicação simples são conhecidos há muitos anos. Por exemplo, já em 1910, Jaimeson observou que, para um pedaço de celulose, o sinal da carga dependia do fato de ele ser dobrado de forma côncava ou convexa durante a fricção. O mesmo comportamento com a curvatura foi relatado em 1917 por Shaw, que observou que o efeito da curvatura com diferentes materiais os tornava mais positivos ou negativos. Em 1920, Richards apontou que, para partículas em colisão, a velocidade e a massa desempenhavam um papel importante, e não apenas os materiais. Em 1926, Shaw apontou que, com duas peças de material idêntico, o sinal da transferência de carga poderia mudar com o tempo.
Há outros resultados experimentais mais recentes que também não têm uma explicação simples. Por exemplo, o trabalho de Burgo e Ali Erdemir [en], que mostrou que o sinal da transferência de carga se inverte entre quando uma ponta está sendo empurrada para dentro de um substrato e quando é retirada; o trabalho detalhado de Lee et al e Forward, Lacks e Sankaran e outros que medem a transferência de carga durante as colisões entre partículas de zircônio de tamanho diferente, mas com a mesma composição, com um tamanho carregando positivamente e o outro negativamente; as observações usando microscópio de força de sonda deslizante ou Kelvin de variações de carga não homogêneas entre materiais nominalmente idênticos.

Ilustração da carga triboelétrica de asperezas de contato.

Os detalhes de como e por que ocorre a tribocarga não são ciência estabelecida até 2023. Um componente é a diferença na função trabalho (também chamada de afinidade eletrônica) entre os dois materiais, o que pode levar à transferência de carga, como, por exemplo, analisado por Harper. Como se sabe desde pelo menos 1953, o potencial de contato faz parte do processo, mas não explica muitos resultados, como os mencionados nos dois últimos parágrafos. Muitos estudos apontaram problemas com a diferença da função trabalho (potencial de Volta [en]) como uma explicação completa. Há também a questão de por que o deslizamento é frequentemente importante. As superfícies têm muitas asperezas em nanoescala onde ocorre o contato, o que foi levado em conta em muitas abordagens da triboeletrificação. Alessandro Volta e Hermann von Helmholtz sugeriram que a função do deslizamento era produzir mais contatos por segundo. Em termos modernos, a ideia é que os elétrons se movem muitas vezes mais rápido do que os átomos, de modo que os elétrons estão sempre em equilíbrio quando os átomos se movem (a aproximação de Born-Oppenheimer). Com essa aproximação, cada contato de aspereza durante o deslizamento é equivalente a um contato estacionário; não há acoplamento direto entre a velocidade de deslizamento e o movimento do elétron. Uma visão alternativa (além da aproximação de Born-Oppenheimer) é que o deslizamento atua como uma bomba mecânica quântica que pode excitar os elétrons para que passem de um material para outro. Uma sugestão diferente é que o aquecimento local durante o deslizamento é importante, uma ideia sugerida pela primeira vez por Frenkel em 1941. Outros trabalhos consideraram que a curvatura local em nanoescala produz tensões que ajudam a impulsionar a transferência de carga por meio do efeito flexoelétrico. Há também sugestões de que as cargas de superfície ou aprisionadas são importantes. Mais recentemente, houve tentativas de incluir uma descrição completa do estado sólido.

## Explicações e mecanismos
Desde os primeiros trabalhos que começaram no final do século XIX, há uma grande quantidade de informações disponíveis sobre o que, empiricamente, causa a triboeletricidade. Embora existam muitos dados experimentais sobre a triboeletricidade, ainda não há um consenso científico completo sobre a fonte ou, talvez, mais provavelmente, sobre as fontes. Alguns aspectos estão estabelecidos e farão parte do quadro completo:
- Diferenças na função trabalho entre os dois materiais.[49]

- Curvatura local, deformação e rugosidade.[41][1][70]

- As forças usadas durante o deslizamento e as velocidades quando as partículas colidem, bem como os tamanhos.[3][56]

- A estrutura eletrônica dos materiais e a orientação cristalográfica dos dois materiais em contato.[37]

- Estados da superfície ou da interface, bem como fatores ambientais, como umidade.[37][49]

### Série triboelétrica

Uma série triboelétrica simples.

Uma abordagem empírica da triboeletricidade é uma série triboelétrica. Essa é uma lista de materiais ordenados de acordo com a forma como desenvolvem uma carga em relação a outros materiais da lista. Johan Carl Wilcke publicou a primeira em um artigo de 1757. A série foi ampliada por Shaw e Henniker, incluindo polímeros naturais e sintéticos, e incluiu alterações na sequência, dependendo da superfície e das condições ambientais. As listas variam um pouco quanto à ordem de alguns materiais.

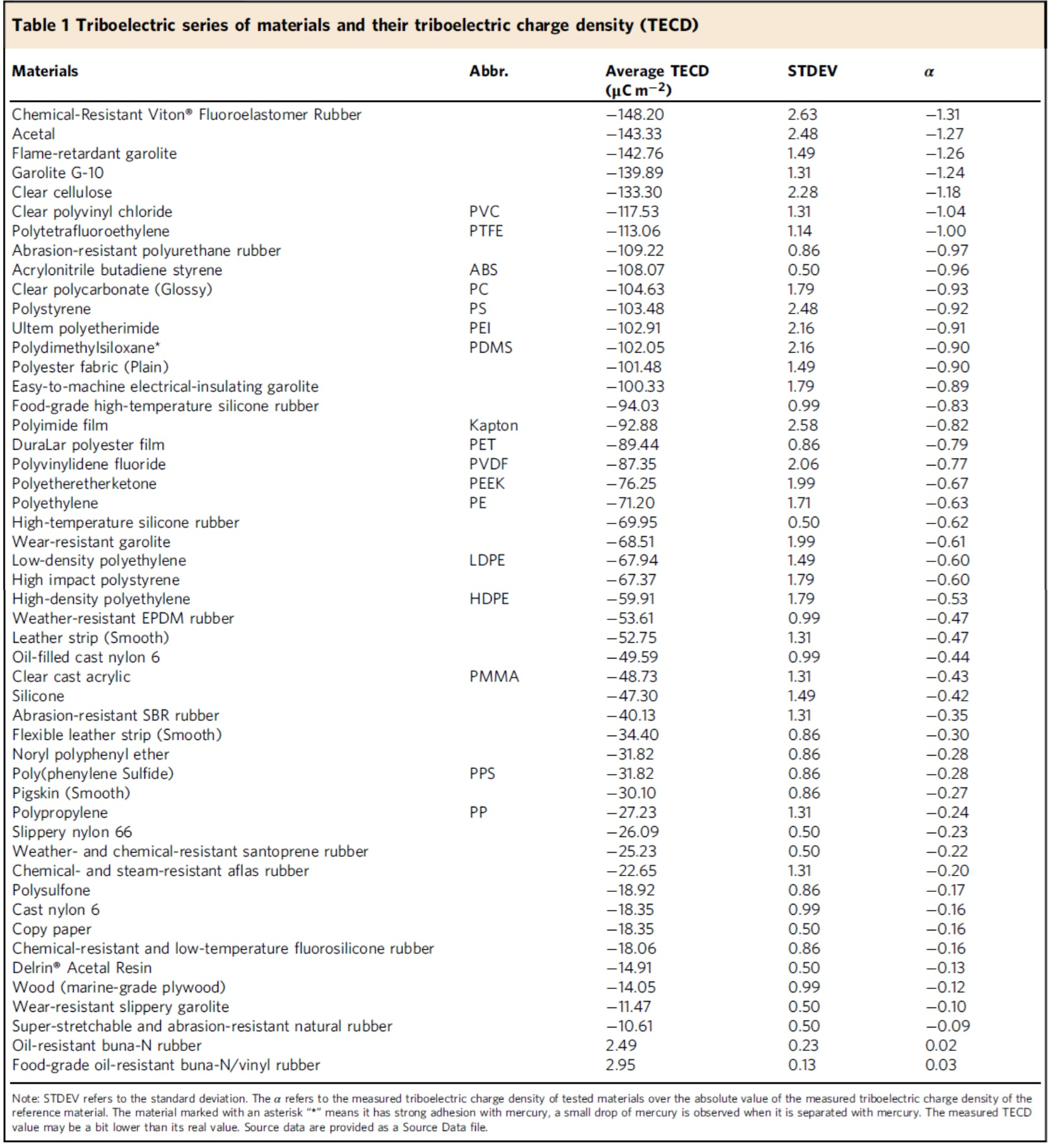
Densidades de carga triboelétrica para os polímeros.

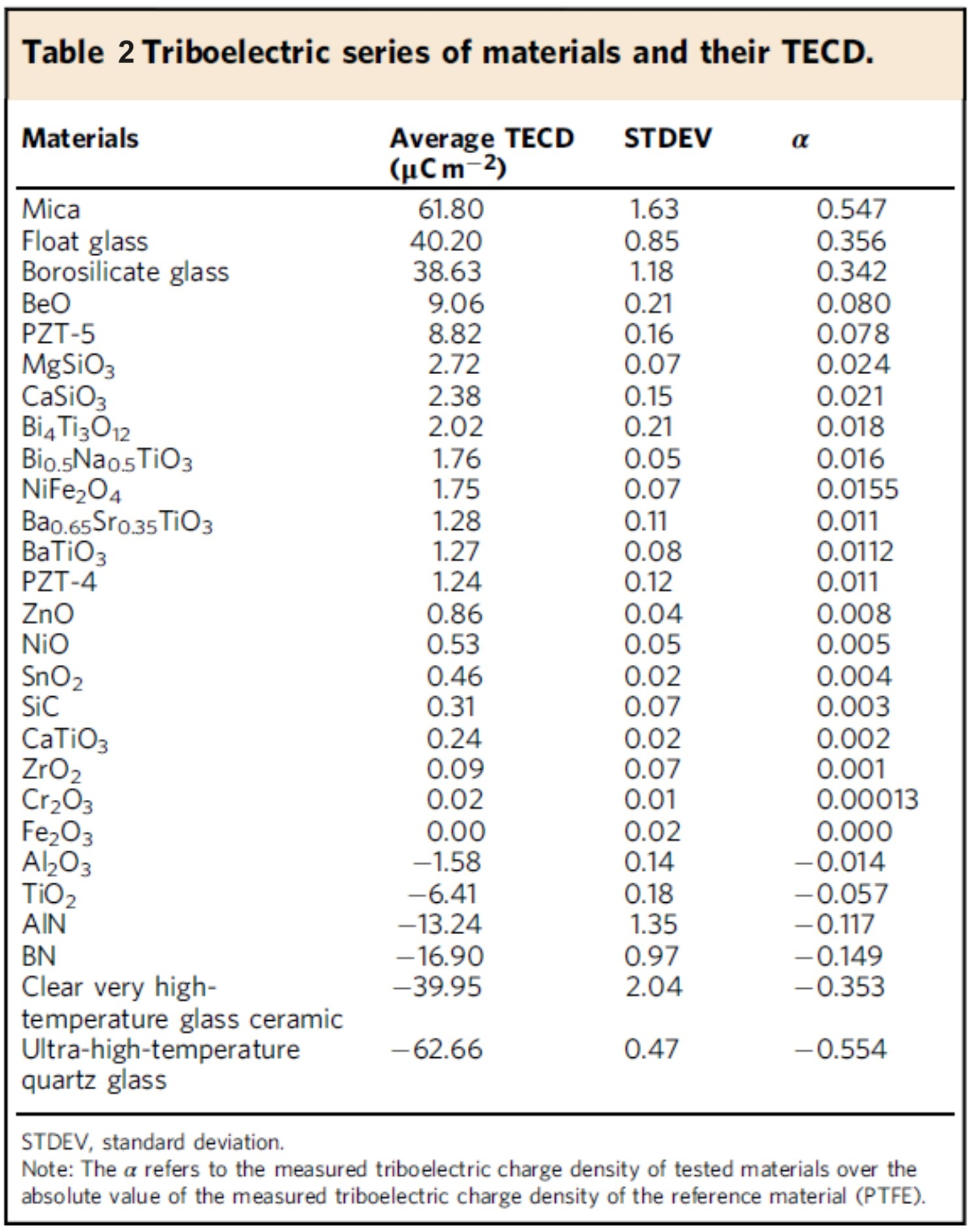
Densidades de carga triboelétrica para os óxidos.

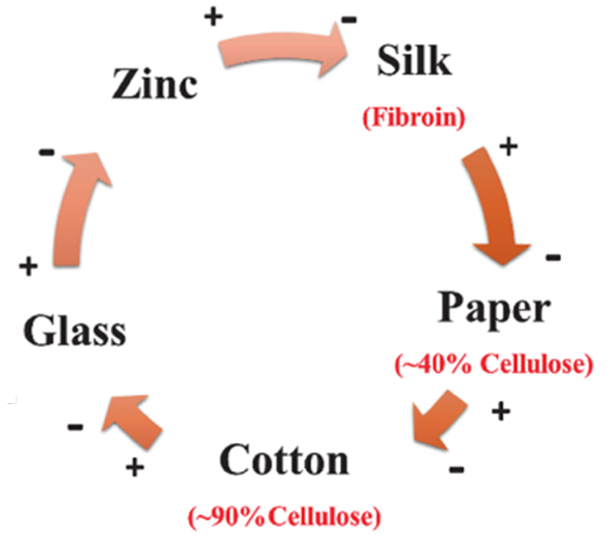
Exemplo de série triboelétrica cíclica, ilustrando que uma abordagem linear não funciona na prática.

Outra série triboelétrica baseada na medição da densidade de carga triboelétrica dos materiais foi proposta pelo grupo de Zhong Lin Wang. A densidade de carga triboelétrica dos materiais testados foi medida em relação ao mercúrio líquido em um porta-luvas sob condições bem definidas, com temperatura, pressão e umidade fixas.
Sabe-se que essa abordagem é muito simples e pouco confiável. Há muitos casos em que existem triângulos: o material A é positivo quando friccionado contra B, B é positivo quando friccionado contra C e C é positivo quando friccionado contra A, um problema mencionado por Shaw em 1914. Isso não pode ser explicado por uma série linear; as séries cíclicas são inconsistentes com a série triboelétrica empírica. Além disso, há muitos casos em que o carregamento ocorre com contatos entre duas peças do mesmo material. Isso foi modelado como uma consequência dos campos elétricos da flexão local (flexoeletricidade).

### Diferenças na função trabalho

Quando os dois metais descritos aqui estão em equilíbrio termodinâmico entre si, conforme mostrado (níveis de Fermi iguais), o potencial elétrico de vácuo ϕ não é plano devido a uma diferença na função trabalho.

Em todos os materiais, há um potencial eletrostático positivo dos núcleos atômicos positivos, parcialmente equilibrado por um potencial eletrostático negativo do que pode ser descrito como um mar de elétrons. O potencial médio é positivo, o que é chamado de potencial interno médio (MIP). Materiais diferentes têm MIPs diferentes, dependendo dos tipos de átomos e de quão próximos eles estão. Em uma superfície, os elétrons também se espalham um pouco para o vácuo, conforme analisado em detalhes por Walter Kohn e Liang. Isso leva a um dipolo na superfície. Combinados, o dipolo e o MIP levam a uma barreira potencial para que os elétrons deixem um material, o que é chamado de função trabalho.
Uma racionalização da série triboelétrica é que diferentes membros têm diferentes funções trabalho, de modo que os elétrons podem ir do material com uma função trabalho pequena para um com uma função trabalho grande. A diferença de potencial entre os dois materiais é chamada de potencial de Volta, também chamado de potencial de contato. Os experimentos validaram a importância disso para metais e outros materiais. No entanto, como os dipolos de superfície variam para diferentes superfícies de qualquer sólido, o potencial de contato não é um parâmetro universal. Por si só, ele não pode explicar muitos dos resultados que foram estabelecidos no início do século XX.

### Contribuições eletromecânicas
Sempre que um sólido é tensionado, podem ser gerados campos elétricos. Um processo é devido a deformações lineares e é chamado de piezoeletricidade, o segundo depende da rapidez com que as deformações mudam com a distância (derivada) e é chamado de flexoeletricidade. Ambos são ciência estabelecida e podem ser medidos e calculados usando métodos da teoria do funcional da densidade. Como a flexoeletricidade depende de um gradiente, ela pode ser muito maior em nanoescala durante o deslizamento ou o contato da aspereza entre dois objetos.
Houve um trabalho considerável sobre a conexão entre a piezoeletricidade e a triboeletricidade. Embora possa ser importante, a piezoeletricidade só ocorre em um pequeno número de materiais que não têm simetria de inversão, portanto, não é uma explicação geral. Recentemente, foi sugerido que a flexoeletricidade pode ser muito importante na triboeletricidade, pois ela ocorre em todos os isolantes e semicondutores. Alguns dos resultados experimentais, como o efeito da curvatura, podem ser explicados por essa abordagem, embora os detalhes completos ainda não tenham sido determinados. Há também um trabalho inicial de Shaw e Hanstock, e do grupo de Daniel Lacks demonstrando que a tensão é importante.

### Modelo de compensação de carga do capacitor

Esquema de capacitor com dielétrico.

Uma explicação que apareceu em diferentes formas é análoga à carga em um capacitor. Se houver uma diferença de potencial entre dois materiais devido à diferença em suas funções trabalho (potencial de contato), isso pode ser considerado equivalente à diferença de potencial em um capacitor. A carga para compensar isso é aquela que cancela o campo elétrico. Se houver um dielétrico isolante entre os dois materiais, isso levará a uma densidade de polarização {\displaystyle \mathbf {P} } e a uma carga de superfície ligada de {\displaystyle \mathbf {P} } {\displaystyle \cdot } {\displaystyle \mathbf {n} }, em que {\displaystyle \mathbf {n} } é o normal da superfície. A carga total no capacitor é, então, a combinação da carga de superfície ligada da polarização e a do potencial.
A carga triboelétrica desse modelo de compensação tem sido frequentemente considerada como um componente-chave. Se a polarização adicional devido à deformação (piezoeletricidade) ou à flexão das amostras (flexoeletricidade) for incluída, isso pode explicar observações como o efeito da curvatura ou a carga não homogênea.

### Transferência de elétrons e/ou íons
Há um debate sobre se os elétrons ou os íons são transferidos na triboeletricidade. Por exemplo, Harper discute as duas possibilidades, enquanto Vick era mais a favor da transferência de elétrons. O debate permanece até hoje, com, por exemplo, George Whitesides defendendo os íons, enquanto Diaz, Fenzel-Alexander e Laurence D. Marks [en] defendem ambos, e outros apenas os elétrons.

### Irreversibilidade termodinâmica
Na segunda metade do século XX, a escola soviética liderada pelo químico Boris Derjaguin [en] argumentou que a triboeletricidade e o fenômeno associado da triboluminescência são fundamentalmente irreversíveis. Um ponto de vista semelhante ao de Derjaguin foi defendido mais recentemente por Seth Putterman [en] e seus colaboradores da Universidade da Califórnia em Los Angeles (UCLA).
Uma proposta de teoria da triboeletricidade como um processo fundamentalmente irreversível foi publicada em 2020 pelos físicos teóricos Robert Alicki e Alejandro Jenkins [en]. Eles argumentaram que os elétrons nos dois materiais que deslizam um contra o outro têm velocidades diferentes, gerando um estado de não equilíbrio. Os efeitos quânticos fazem com que esse desequilíbrio bombeie os elétrons de um material para o outro. Esse é um análogo fermiônico do mecanismo de superradiância rotacional originalmente descrito por Jakov Zeldovich para bósons. Os elétrons são bombeados em ambas as direções, mas pequenas diferenças nas paisagens de potencial eletrônico para as duas superfícies podem causar carregamento líquido. Alicki e Jenkins argumentam que esse bombeamento irreversível é necessário para entender como o efeito triboelétrico pode gerar uma força eletromotriz.

### Umidade
Em geral, o aumento da umidade (água no ar) leva a uma diminuição da magnitude da carga triboelétrica. O tamanho desse efeito varia muito, dependendo dos materiais de contato; a diminuição da carga varia de um fator de 10 ou mais a uma dependência muito pequena da umidade. Alguns experimentos constataram um aumento da carga em umidade moderada em comparação com condições extremamente secas antes de uma diminuição subsequente em umidade mais alta. A explicação mais difundida é que a umidade mais alta leva a mais água adsorvida na superfície dos materiais em contato, levando a uma condutividade de superfície mais alta. A condutividade mais alta permite uma maior recombinação de carga à medida que os contatos se separam, resultando em uma menor transferência de carga. Outra explicação proposta para os efeitos da umidade considera o caso em que se observa que a transferência de carga aumenta com a umidade em condições secas. O aumento da umidade pode levar à formação de pontes de água entre os materiais de contato que promovem a transferência de íons.

## Exemplos

### Atrito e aderência da tribocarga
O atrito é uma força de retardamento devido a diferentes processos de dissipação de energia, como deformação elástica e plástica, excitação de fônons e elétrons e também adesão. Por exemplo, em um carro ou em qualquer outro veículo, as rodas se deformam elasticamente à medida que rolam. Parte da energia necessária para essa deformação é recuperada (deformação elástica), outra parte não é recuperada e vai para o aquecimento dos pneus. A energia que não é recuperada contribui para a força de retorno, um processo chamado atrito de rolamento.
De forma semelhante ao atrito de rolamento, há termos de energia na transferência de carga que contribuem para o atrito. No atrito estático, há um acoplamento entre as deformações elásticas, a polarização e a carga da superfície que contribui para a força de atrito. No atrito de deslizamento, quando as asperezas entram em contato e há transferência de carga, parte da carga retorna quando os contatos são liberados, outra parte não e contribuirá para o atrito observado macroscopicamente. Há evidências de uma força de Coulomb de retardamento entre asperezas de cargas diferentes e um aumento na adesão da eletrificação de contato quando lagartixas caminham sobre a água. Há também evidências de conexões entre processos de solavancos durante o deslizamento com transferência de carga, descarga elétrica e emissão de raios X. Alguns sugeriram que ela pode ser dominante para polímeros, enquanto Harper argumentou que ela é pequena.

### Líquidos e gases

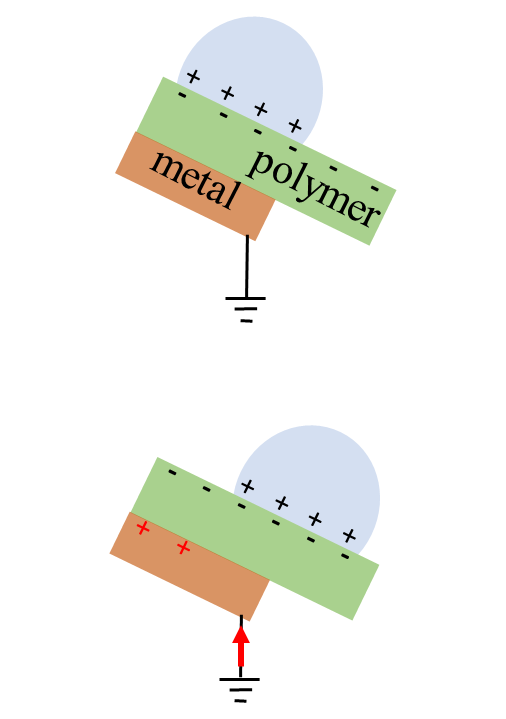
Ilustração da tribocarga gerada por uma gota deslizante.

A geração de eletricidade estática a partir do movimento relativo de líquidos ou gases está bem estabelecida, com uma das primeiras análises em 1886 por William Thomson em seu conta-gotas [en], que usou gotas caindo para criar um gerador elétrico. O mercúrio líquido é um caso especial, pois normalmente age como um metal simples e, por isso, tem sido usado como eletrodo de referência. Mais comum é a água, e a eletricidade causada por gotículas de água que atingem superfícies foi documentada desde a descoberta de Philipp Lenard, em 1892, da eletrificação por pulverização ou efeito cascata, que ocorre quando a água em queda gera eletricidade estática por meio de colisões entre gotas de água ou com o solo, fazendo com que a névoa mais fina em correntes ascendentes seja carregada principalmente de forma negativa, com carga positiva perto da superfície inferior. Isso também pode ocorrer em gotas deslizantes.
Outro tipo de carga pode ser produzido durante a rápida solidificação da água que contém íons, o que é chamado de efeito Workman-Reynolds. Durante a solidificação, os íons positivos e negativos podem não ser distribuídos igualmente entre o líquido e o sólido. Por exemplo, em tempestades, isso pode contribuir (juntamente com o efeito cascata) para a separação de íons positivos de hidrogênio e íons negativos de hidróxido, levando à carga estática e aos raios.
Uma terceira classe está associada às diferenças de potencial de contato entre líquidos ou gases e outros materiais, parecida com as diferenças de função trabalho para sólidos. Sugeriu-se que uma série triboelétrica para líquidos é útil. Uma diferença em relação aos sólidos é que, muitas vezes, os líquidos têm camadas duplas carregadas, e a maioria dos trabalhos realizados até o momento sustenta que a transferência de íons (em vez de elétrons) predomina nos líquidos, conforme sugerido pela primeira vez por Irving Langmuir em 1938.
Por fim, com os líquidos, pode haver gradientes de taxa de fluxo nas interfaces e também gradientes de viscosidade. Esses gradientes podem produzir campos elétricos e também polarização do líquido, um campo chamado eletro-hidrodinâmica, que é análogo aos termos eletromecânicos para sólidos em que os campos elétricos podem ocorrer devido a deformações elásticas.

### Pós
Durante o processamento comercial de pó ou em processos naturais, como tempestades de poeira, pode ocorrer transferência de carga triboelétrica. Pode haver campos elétricos de até 160kV/m com condições de vento moderado, o que leva a forças de Coulomb de aproximadamente a mesma magnitude da gravidade. Não é necessário que haja ar presente; pode ocorrer carregamento significativo, por exemplo, em corpos planetários sem ar. Com pós farmacêuticos e outros pós comerciais, o tribocarregamento precisa ser controlado para o controle de qualidade dos materiais e das doses. A descarga estática também é um risco específico em elevadores de grãos devido ao perigo de explosão de poeira, em locais que armazenam pós explosivos, e em muitos outros casos. A separação triboelétrica de pós tem sido discutida como um método de separação de pós, por exemplo, diferentes biopolímeros. O princípio aqui é que diferentes graus de carregamento podem ser explorados para a separação eletrostática, um conceito geral para pós.

### Na indústria

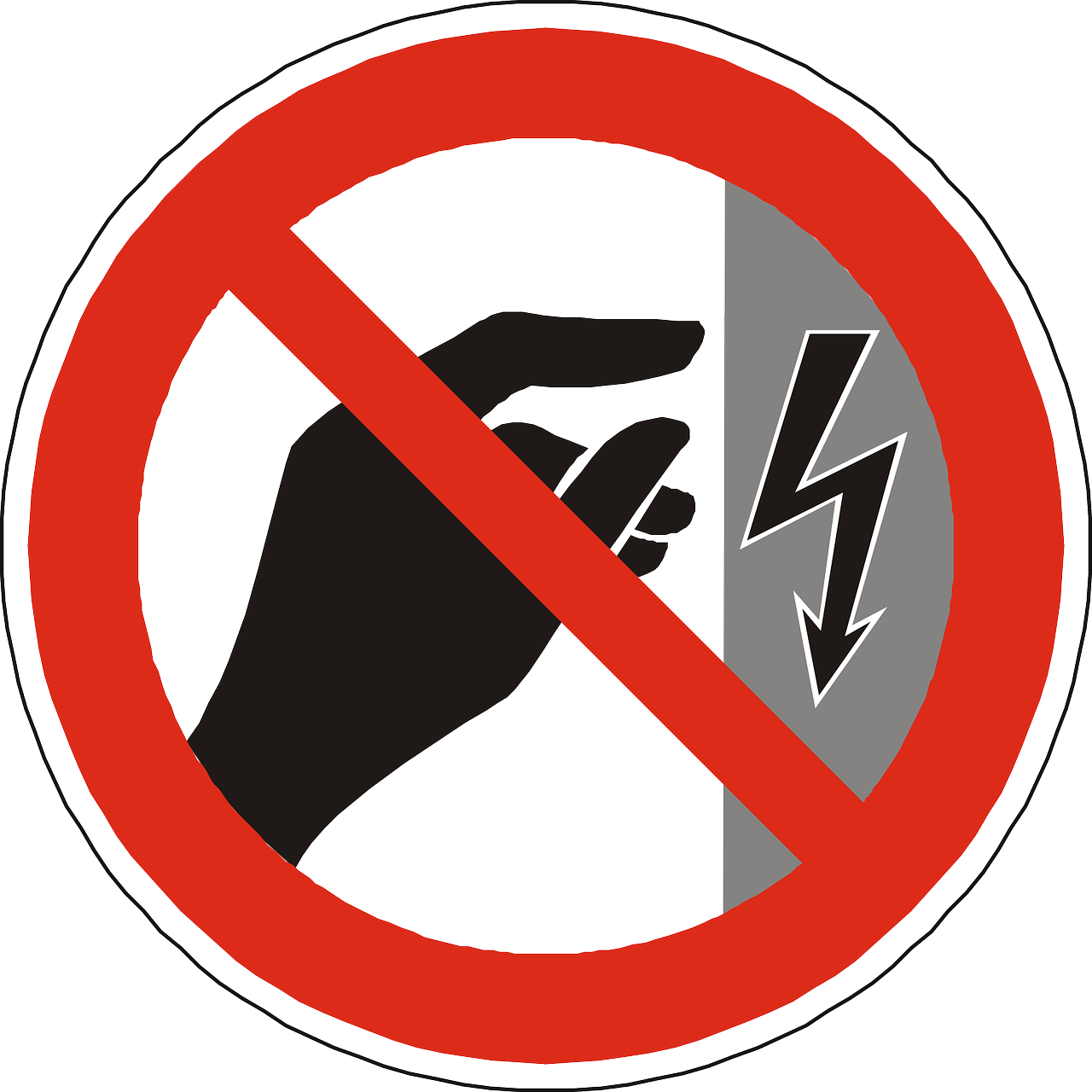
Sinal de perigo de eletricidade estática (ISO 7010).

Há muitas áreas no setor em que a triboeletricidade é conhecida como um problema. Alguns exemplos são:
- Tubulações não condutoras que transportam líquidos combustíveis como gasolina podem resultar em acúmulo de tribocarga nas paredes das tubulações, o que pode levar a potenciais de até 90 kV.[136] Os sistemas de transporte pneumático na indústria podem levar a incêndios devido à tribocarga gerada durante o uso.[137]

- Em navios, o contato entre a carga e as tubulações durante o carregamento e o descarregamento, bem como o fluxo em tubulações de vapor e jatos de água em máquinas de limpeza, pode levar a cargas perigosas.[138] Existem cursos para ensinar os marinheiros sobre os perigos.[139]

- As autoridades dos EUA exigem que quase todas as instalações industriais meçam as emissões de poeira. Vários sensores baseados em triboeletricidade são usados e, em 1997, a Agência de Proteção Ambiental dos Estados Unidos emitiu diretrizes para sistemas triboelétricos de detecção de vazamentos em sacos de filtro de tecido.[140] Há sensores comerciais disponíveis para detecção de poeira triboelétrica.[141]

- Limpar um trilho próximo a um tanque de produtos químicos enquanto ele está sendo abastecido com um produto químico inflamável pode gerar faíscas que inflamam o produto químico. Essa foi a causa de uma explosão em 2017 que matou uma pessoa e feriu muitas.[142]

### Outros exemplos

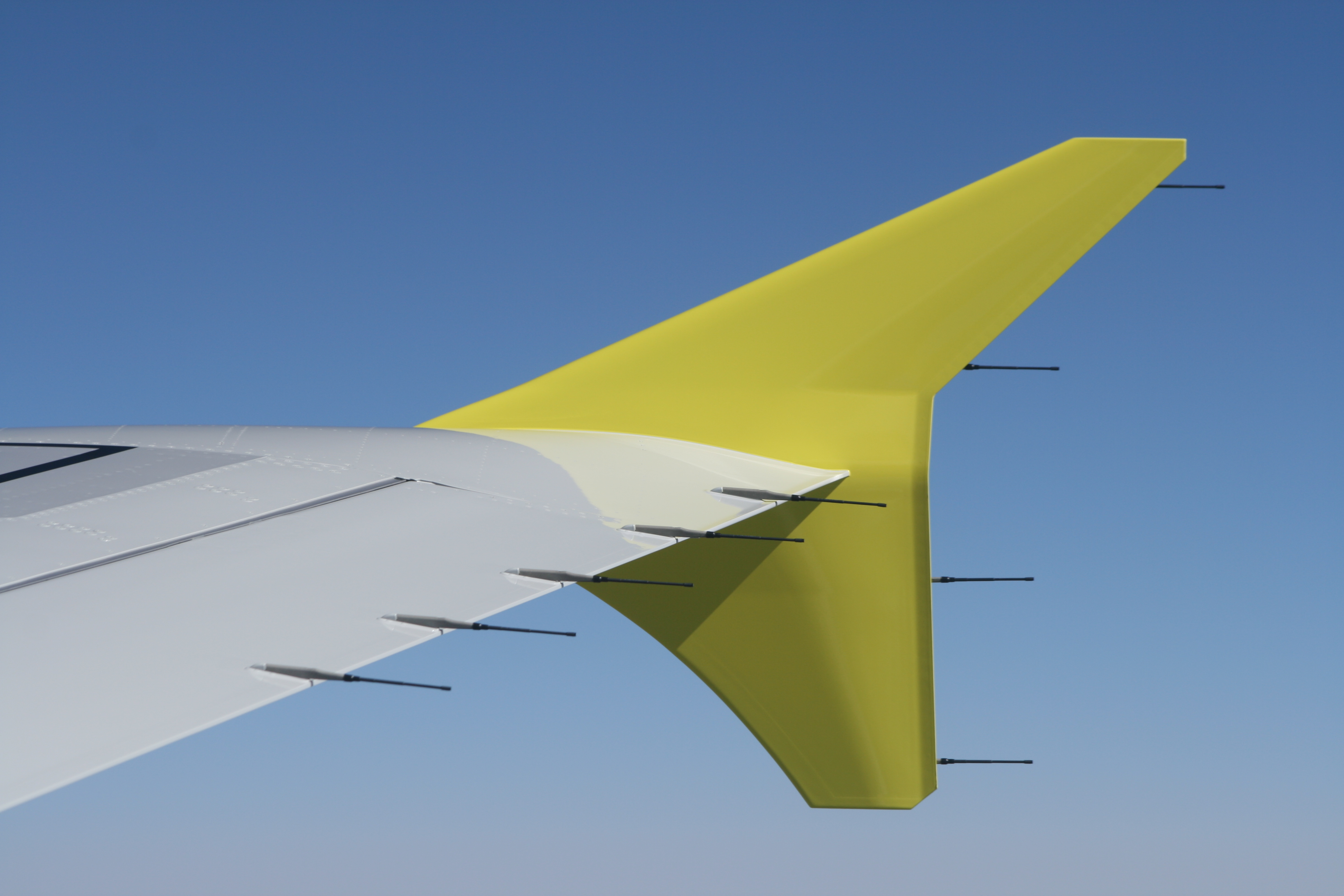
Mechas estáticas em um Airbus A319-132.

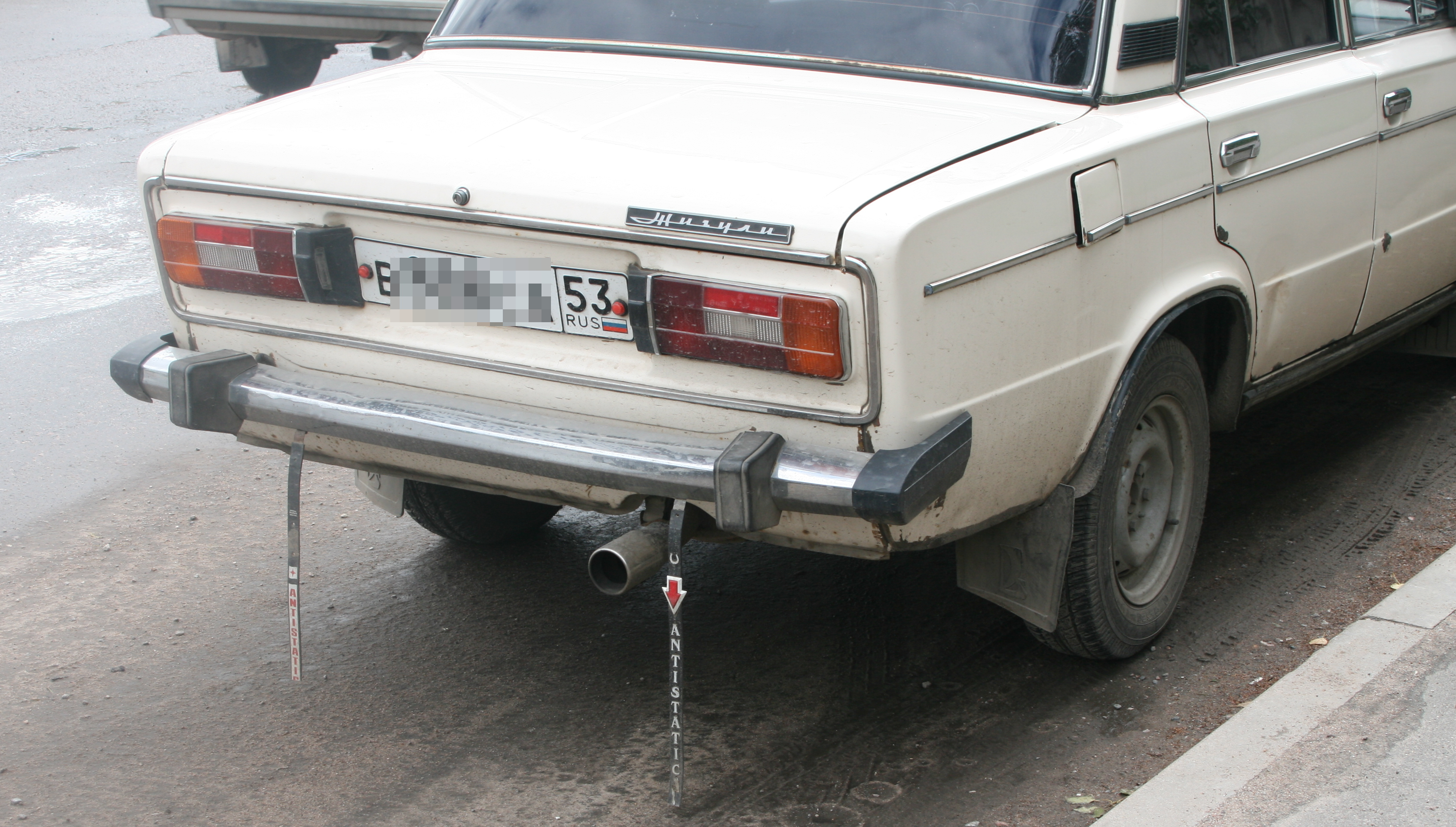
Cintos antiestáticos em um carro na Rússia em 2014.

Embora o simples caso de acariciar um gato seja familiar para muitos, há outras áreas na civilização tecnológica moderna em que a triboeletricidade é explorada ou é uma preocupação:
- O ar que passa por uma aeronave pode levar ao acúmulo de carga; as aeronaves normalmente têm uma ou mais mechas estáticas [en] para removê-la.[143] Verificar o status dessas mechas é uma tarefa padrão para os pilotos.[144] Da mesma forma, as pás dos helicópteros se movem rapidamente e a tribocarga pode gerar tensões de até 200 kV.[145]

- Durante a formação planetária, uma etapa fundamental é a agregação de poeira ou partículas menores.[9] Há evidências de que a carga triboelétrica durante as colisões de material granular desempenha um papel fundamental na superação de barreiras à agregação.[146]

- Roupas de proteção médica de uso único precisam cumprir determinadas normas de carregamento triboelétrico na China.[147]

- Os veículos espaciais podem acumular uma carga triboelétrica significativa que pode interferir nas comunicações, como o envio de sinais de autodestruição. Alguns lançamentos foram atrasados devido a condições climáticas em que poderia ocorrer tribocarga.[148]

- Os nanogeradores [en] triboelétricos são dispositivos de captura de energia que convertem energia mecânica em eletricidade.[149]

- O ruído triboelétrico em conjuntos de cabos médicos e fios condutores é gerado quando os condutores, o isolamento e os enchimentos se esfregam uns nos outros à medida que os cabos são flexionados durante o movimento. Manter o ruído triboelétrico em níveis aceitáveis exige seleção cuidadosa de materiais, projeto e processamento.[150] Também é um problema com transdutores eletroacústicos subaquáticos se houver movimentos de flexão dos cabos; acredita-se que o mecanismo envolva o movimento relativo entre um dielétrico e um condutor no cabo.[151]

- Os pneus dos veículos normalmente são escuros porque o negro de fumo é adicionado para ajudar a conduzir a tribocarga que pode dar choque nos passageiros quando eles saem.[152] Também existem cintas de descarga que podem ser compradas.[153]